# Барбітурова кислота
Барбітурова кислота (2,4,6-тригідроксипіримідин, 6-гідроксиурацил) — органічна сполука, шестичленний нітрогенвмісний гетероцикл, похідна піримідину. Барбітурова кислота є вихідною сполукою для синтезу барбітуратів, хоча сама не є фармакологічно активною. Вперше синтезована Адольфом фон Байєром.

## Назва
Існують різні версії щодо надання Байєром назви «барбітурова кислота» відкритій ним сполуці. За однією з них Байєр назвав речовину на честь молодої жінки, яку він зустрів і яку звали Барбара, тобто назва «барбітурова кислота» була комбінацією слів «Барбара» та «сечова кислота». Інші джерела стверджують, що Бейєр назвав сполуку на честь святої Варвари, чи тому, що він відкрив його в день свята святої Варвари (4 грудня), чи тому, що він іноді обідав з офіцерами артилерії, а свята Варвара є їхньою покровителькою.

## Одержання і властивості
Барбітурову кислоту вперше отримав у 1864 році німецький хімік Адольф фон Байєр. Головним методом одержання на сьогодні є конденсація діетилмалонату з карбамідом у присутності натрій етилату:
Барбітурова кислота — безбарвна кристалічна речовина без запаху, слабо розчинна у холодній воді і добре розчинна у гарячій.
Сполука існує у вигляді таутомерних форм: ароматичної (гідрокси-) і неароматичної (оксоформи).
Виражені кислотні властивості метиленової групи у α-положенні зумовлені утворенням резонансно стабілізованого ароматичного аніона при його депротонуванні.

Ароматична стабілізація барбітурат карбаніону

## Використання
Алкільні та арильні похідні барбітурової кислоти становлять велику групу седативних препаратів — барбітуратів.
Також барбітуровую кислоту застосовують для отримання рибофлавіну, піримідину, сечової кислоти.